# X-Men: Madness in Murderworld
X-Men: Madness in Murderworld es un videojuego para sistemas MS-DOS, Commodore 64 y Amiga, que fue desarrollado y publicado por Paragon Software en 1989.
Al año siguiente, Paragon lanzó una secuela, X-Men II: The Fall of the Mutants.

## Trama
El Profesor X ha sido secuestrado por Magneto y Arcade, y depende de los X-Men rescatarlo.

## Jugabilidad
El juego es un juego de arcade de desplazamiento lateral con los X-Men. La historia original tiene lugar en Murderworld, un peligroso y mortal parque de atracciones de terror. Los X-Men, que incluyen Colossus, Cyclops, Dazzler, Nightcrawler, Storm y Wolverine, se enfrentan a sus archienemigos Arcade y Magneto. El juego cuenta con más de 500 pantallas de acción y combate, además de algunos rompecabezas. También se incluyó en el paquete un cómic original de edición limitada que conduce a la acción del juego.

## Recepción
ScreenRant, en su ranking de juegos de X-Men, colocó el juego y su secuela en la 17.ª posición de 18, criticando la dificultad poco equilibrada del título.